# 마쓰다이라 다다테루
마쓰다이라 다다테루(일본어: 松平忠輝, 덴쇼 20년 음력 1월 4일(1592년 2월 16일) ~ 덴나 3년 음력 7월 3일(1683년 8월 24일))는 아즈치모모야마 시대부터 에도 시대 중기까지의 다이묘이다. 아명은 다쓰치요.

## 생애
에도성에서 도쿠가와 이에야스의 6남으로 태어났다. 모친은 자아노쓰보네로서 신분은 미천하였다. 맞동생 마쓰치요가 요절하여 나가사와 마쓰다이라가의 가독을 이었고 무사시 후카야 1만석을 수여받았다. 세키가하라 전투가 끝난 이후에는 시모사 사쿠라 5만석을 가증받아 이봉하였다. 원복 후에는 가즈사노스케 다다테루(上総介忠輝)로 불렸다.
원복하고 나선 시나노 가와나카지마 12만석을 가증받아 이봉하여 마쓰시로성주가 되었다. 성주가 되어서는 오쿠보 나가야스를 쓰케가로로 임명하였다. 오쿠보는 다테 마사무네의 장녀 이로하히메를 다다테루와 혼인시키는데 주력하여 다다테루는 다테 종가와 인척관계가 되었다. 다다테루는 혼인한지 얼마 되지않아 에치고 다카다 30만석을 가증 받아 이봉하여 총 45만석을 보유한 대다이묘가 되었다.
그러나 다다테루는 어머니가 다른 형제 도쿠가와 히데타다와 사이가 소원했고, 이 때문인지 오사카 여름 전투에서 다다테루의 군대가 오사카를 향해 행군하던 중 오미국 모리야마(守山)에서 히데타다 직속의 하타모토 두명을 죽이는 사건이 발생했다. 게다가 여름 전투가 끝난 뒤 조정에 전승을 보고하기 위해 이에야스와 함께 조정에 나아가야 함에도 불구하고, 다다테루는 뱃놀이를 하고 있었다. 이런 일들이 원인이 되어 이에야스가 사망한 후인 겐나 2년(1616년) 7월 6일, 다다테루는 히데타다의 명에 의해 영지를 몰수당하고, 이세 아사쿠마(朝熊)에 유배되었다.
| 전임 마쓰다이라 마쓰치요 | 제11대 나가사와 마쓰다이라가 당주 1599년 ~ 1616년 | 후임 마쓰다이라 나오노부 |

| 전임 마쓰다이라 마쓰치요 | 제3대 후카야성주 (나가사와 마쓰다이라가) 1599년 ~ 1602년 | 후임 막부령(사카이 다다카쓰) |

| 전임 다케다 노부요시 | 사쿠라번주 (나가사와 마쓰다이라가) 1602년 ~ 1603년 | 후임 막부령(오가사와라 요시쓰구) |

| 전임 모리 다다마사 | 가와나카지마번주 (나가사와 마쓰다이라가) 1603년 ~ 1610년 | 후임 막부령(마쓰다이라 다다마사) |

| 전임 호리 다다토시 | 다카다번주 (나가사와 마쓰다이라가) 1610년 ~ 1616년 | 후임 사카이 이에쓰구 |